# 安格拉·默克尔任内德中关系
默克尔—德中关系是指在前任德国联邦总理安格拉·默克尔（Angela Merkel）任内（2005年11月22日－2021年12月8日）的德国与中国之间的外交关系以及默克尔政府对于中国的外交政策。

## 对华态度
默克尔重视发展与中国的关系，坚持一个中国（One China）政策，但在西藏问题上，就人权问题上保持强硬的立场。默克尔积极推行美国的价值观外交，并在基督教联盟党提出的“新亚洲战略”中声称，中国给大西洋两岸的民主体制带来挑战。
2007年9月23日，默克尔在总理官邸会见第十四世达赖喇嘛，表示支持西藏文化自治，是现任总理正式会见达赖之首次，为其赢得了许多德国国内的选民，但却使中德关系走入了低谷，这次会面引发中共的强烈反应，德国外交部长施泰因迈尔亦对此做出批评。默克尔在接受德国媒体采访时回应说“我是德国总理，我有权决定在哪里和谁见面。不会因为对华贸易关系而在原则问题上妥协让步”。默克尔于2008年3月藏区流血冲突发生之际即表示未来还会再接待到访的达赖喇嘛，她其后更表明不会出席北京奥运，成为第一个宣布不出席的大国领导人。这种行为被德国副总理兼外长施泰因迈尔批评为“橱窗外交”。
她12次到访中国，足迹遍布中国大江南北，到访过的城市有北京、上海、南京、西安、成都、合肥、沈阳、武汉等，她也是任内访华次数最多的西方国家领导人。在北京抖空竹、在成都逛菜市场、学做宫保鸡丁。正是有了对中国的深入了解，默克尔在发展对华关系时始终坚持与中国加强合作，保持对话。在默克尔担任总理期间，中德关系，特别是中德经贸关系迅速发展。中国不仅是德国最重要的贸易伙伴，中国市场也成为德国企业最为看重的海外市场。正是依靠中国市场，德国企业在近年来愈发激烈的国际竞争中依然保持着良好的发展势头。

## 默克尔访问中国
2005年开始出任德国联邦总理的默克尔在上任后的第二年开启了她作为总理的首次中国行。第一次出访中国，默克尔选择了北京和上海两站。当时中国媒体在报道对默克尔的访华印象时称，“展现在中国民众面前的默克尔是一副谦逊简朴的形象，镜头前的笑容甚至有些羞怯”，但她的“高效和务实给人留下深刻印象”。次年9月，默克尔在总理府会见了藏人精神领袖达赖喇嘛，引得北京勃然大怒，德中关系随之进入“冰期”。2008年10月，默克尔再度前往北京，出席亚欧会议并与中国国家总理温家宝举行会晤。她在北京受到了热情接待。当时跟随她访华的还包括德国工业联合会（BDI）、大众汽车集团、西门子股份公司、蒂森克虏伯公司和戴姆勒公司的高层代表。当时媒体评价称，默克尔的这一次访问“为德国企业界打开了通往中国的大门”。
| 第一次访华   | 2006年5月22日，国家主席胡锦涛在北京人民大会堂会见了德国总理默克尔。默克尔这次访问表明她在国际政治领域继续延续对华友好政策并坚持其前任科尔和施罗德的大国均衡外交政策。默克尔在北京会见中国国家主席胡锦涛时表示，德国新政府将保持对华政策的连续性，推动两国战略合作伙伴关系深入发展。德中两国有着广泛的共同利益，可以在很多领域开展合作。中德双方22日签署了19份双边合作文件。国务院总理温家宝与来访的德国总理默克尔共同出席签字仪式。 |
| 第二次访华   | 2007年8月，默克尔总理对中国进行正式访问，并出席2007至2010年德国在华系列文化活动“德中同行”开幕式。2007年恰逢中德建交三十五周年。德国方面在中国举行为期三年的“德中同行"系列活动，这是德国在国外举办的范围最广、时间最长、规模最大的国家展示活动。默克尔为此专门到南京，出席这个活动的开幕式。2007年8月29日，德国总理安格拉·默克尔结束了在南京的访问，虽然只是短暂的一天，她的低调、朴素、谦和、平易近人，以及对中国文化的喜爱，给接待她的工作人员留下了深刻印象。 |
| 第三次访华   | 2008年10月24日，中国国家主席胡锦涛在北京人民大会堂会见来华进行正式访问并出席第七届亚欧首脑会议的德国总理默克尔，表示，中德双方无根本利益冲突。默克尔表示，德中关系发展得很好，双方都发出了进一步发展双边关系的强有力信号。在世界经济遇到困难的情况下，两国尤其有必要进一步加强经贸合作。应对当前国际金融危机，必须开展国际合作，建立新的国际金融体系。中国在应对世界面临的挑战方面发挥着越来越重要角色，德方希望德中合作能在所有领域进一步推进，愿同中方在政治、经济、文化领域和国际事务方面政府磋商。此次访华也被视为默克尔修复奥运会后中德关系之旅。 |
| 第四次访华   | 2010年7月15日至18日默克尔对中国进行正式访问期间，默克尔得到了中方的高规格接待，不仅受到了中国国家主席胡锦涛、国务院总理温家宝以及国家副主席习近平的会见，还在两天内同温家宝分别在北京和西安进行了会见。中德双方还发布了外交礼仪中级别甚高的公报——《中德关于全面推进战略伙伴关系联合公报》，中德双方还决定，“建立能源和环境合作伙伴关系”。双方将支持在中国国家级经济技术开发区内合作建设中德生态园区，从气候保护和能效角度加强建筑行业合作。在当前欧盟内部财政危机此起彼伏、经济不景气的境况下，默克尔务实地将注意力投向新兴市场，中德关系再次回到以经贸为主线的语境之中。 |
| 第五次访华   | 2012年2月2日，默克尔总理第五次对中国进行正式访问。在抵达中国后即展开首场正式活动——在中国社会科学院发表演讲。在这一涉及中德关系、欧债危机等议题的演讲中，默克尔表示希望此访能进一步促进德中战略伙伴关系发展。 默克尔说，德中关系有三大标志：文化领域的合作、政府间磋商和经济关系。两国建交四十周年，“中国文化年”活动也在德国启动，这为德国民众了解中国历史、文化提供了机遇，有助于双方间的对话。她表示，尽管两国间对话、讨论会产生各种不同意见，但正是对话使双方建立起相互信任的关系，这是使两国关系开花结果的基础。 |
| 第六次访华   | 2012年8月30日至31日应国务院总理温家宝邀请，德意志联邦共和国总理安格拉·默克尔对中国进行第六次正式访问。在欧洲债务危机症结难解之际，中德两国领导人的会晤成为外界关注焦点。默克尔此次访华的目的主要有两个，一来是要加强中德关系，二来是要在欧债危机上与中国充分交换意见。面对复杂多变的国际形势和中欧贸易负增长的局面，中德两国的共同利益和共同责任都在增加，两国加强经贸合作意义重大。 |
| 第七次访华   | 2014年7月6日至8日应国务院总理李克强邀请，德国总理默克尔开启访华之旅，这是她以德国总理身份第7次访问中国。 7月6日，默克尔访问成都。她出席了“中国(四川)-德国新型城镇化合作论坛”开幕式并致辞，参观成都一所民办社会工作中心，并前往一汽-大众成都分公司考察。7月6日晚间，默克尔将从成都飞往北京。 7月7日，国务院总理李克强将陪同默克尔检阅三军仪仗队。默克尔将在清华大学发表演讲。此外，李克强总理将和她一起参观天坛公园，并和中德两国的中学生代表见面，以庆祝2013/2014中德语言年圆满落下帷幕。 |
| 第八次访华   | 2015年10月29日至30日德意志联邦共和国总理安格拉·默克尔应国务院总理李克强的邀请，第八次对中国进行正式访问。短短两天时间，她将在中国北京参加系列活动，并与中国领导人会谈，还将访问安徽省，参访农民家庭和乡村小学，参加中德经济顾问委员会会议。 |
| 第九次访华   | 2016年6月12日下午，德国总理默克尔在北京接受南京大学授予其名誉博士学位。这是默克尔在其任内的第九次访华。6月12日国务院总理李克强在北京会见德国总理默克尔。 李克强表示，当前中德关系在高水平上持续向前发展。第三轮中德政府磋商制订的《中德合作行动纲要》得到稳步落实，两国各领域合作不断取得新进展。中方对中德关系与合作的未来充满信心。李克强指出，深化中德合作需要发挥创新思路，拓展共同利益，携手打造更多新动能、新亮点。中方愿同德方在即将举行的第四轮政府磋商中深入探讨“中国制造2025”与德国“工业4.0”对接、第三方市场合作、智能制造、创新创业等领域合作。中方欢迎包括德国在内的各国企业扩大对华投资。希望中德加强在二十国集团中的沟通与合作，共同致力于促进全球经济增长，维护世界的和平与稳定。 |
| 第十次访华   | 2016年9月4日，默克尔再度访华，出席在杭州举办的G20峰会。算上本次9月的访华安排，默克尔任内访华次数将高达10次，是西方国家元首和政府首脑中任内访华次数最多的领导人。中德高层互访的频繁也足以说明中德关系的紧密。 |
| 第十一次访华 | 2018年5月24日，国家主席习近平在人民大会堂与德国总理默克尔举行会晤。习近平欢迎默克尔第11次访华，赞赏默克尔对中德关系的高度重视。习近平指出，2014年中德建立全方位战略伙伴关系以来，两国关系得到长足发展，合作广度和深度达到前所未有的水平。中方愿同德方共同努力，推动双边关系不断迈上新高度。 |
| 第十二次访华 | 2019年9月2日，外交部发言人耿爽主持例行记者会。耿爽发布消息称，应国务院总理李克强邀请，德意志联邦共和国总理默克尔将于9月6日至7日对中国进行正式访问 。9月6日，国务院总理李克强在人民大会堂同来华进行正式访问的德国总理默克尔举行会谈。 |

在默克尔即将卸任之际的2021年10月13日，中国国家主席习近平在同德国总理默克尔举行视频会晤时，高度评价对中德、中欧关系发展作出的贡献。在其担任德国总理的16年里，默克尔曾12次访华，足迹遍布中国大江南北。

## 默尔克对德中关系的评价
在谈到中国时，记者问默克尔“似乎你对中国有着一种特殊的关系，因为几乎每年你都会出访中国。”默克尔说：“我刚当总理的时候，中国的GDP是2.3万亿美元，仍然略低于德国（2.8万亿美元）。今天，中国的GDP是14.7万亿，而我们的GDP是3.8万亿。尽管我们仍是一个相对富裕的国家，但我们在世界上的作用越来越小， 因为世界的平衡完全改变了。因此，我们必须以战略上明智的方式建立我们的关系。作为欧洲最大的经济体，我们曾经很重要。今天，我们必须为保持重要地位而奋斗。”

## 中德政府磋商
2010年7月，德国总理默克尔访华。访华期间，双方发表《中德关于全面推进战略伙伴关系的联合公报》，并同意建立政府磋商机制。同年10月，温家宝总理在出席第八届亚欧首脑会议期间应邀赴德与默克尔会晤。默克尔邀请温家宝于2011年赴德共同主持首轮中德政府磋商。
2011年6月27日至28日，由温家宝与默克尔共同主持的首轮中德政府磋商在德国首都柏林举行。中德政府磋商机制正式启动。在政府磋商中，两国外交、经济、科技、教育、文化等部门的二十多位部长在对口会谈的基础上，分别汇报了各自领域合作情况和今后的工作规划。双方达成多项重要共识，签署了一系列重要协议，发表了首轮中德政府磋商联合新闻公报。
2012年8月30日，第二轮中德政府磋商在北京举行。温家宝与默克尔共同主持。两国总理听取了双方外交、经济、科技、教育、环保等23个部门负责人进行对口会谈的工作汇报，并对下一阶段各领域合作进行指导和部署。双方签署了一系列涉及航空、汽车、通信、能源、环保、卫生、海洋等领域的合作协议，并发表第二轮中德政府磋商联合声明。

## 中国领导人访问德国
2014年，习近平访问德国，双方确立全方位战略伙伴关系。
2017年7月8日，习近平访问德国汉堡,出席二十国集团。

## 对朔尔茨—德中关系的影响及延续
2021年尾上任的德国“交通灯”政府（奥拉夫·朔尔茨）相较于默克尔政府采取了更强硬的对华立场。德国新一届联合政府能否继续延续默克尔时代的对华政策仍有待观察。
应中国国务院总理李克强的邀请，朔尔茨于2022年11月4日对中国进行正式访问。他将是新冠疫情近三年以来第一个访问中国的西方发达国家领导人。这也将是朔尔茨2021年12月8日就任德国总理以来首次出访北京。